# 방언찰
방언찰(일본어: 方言札 호겐후다[*]; 방언패)는 일본 제국에서 실시한 것으로, 방언을 추방하고 표준어를 보급하려고 일본어를 사용하지 않는 사용자에게 걸던 꼬리표이다.

## 역사
일본 제국은 류큐국을 여럿 침략하였고, 류큐는 매번 일본에 굴복하였다. 일본제국주의가 팽창하기 시작하던 메이지 유신 때, 일본은 주변국들의 반응을 지켜보기 위하여 류큐국을 공격하였고, 류큐국은 이후 일본에 완전히 복속되었다. 이후, 일본은 류큐국을 오키나와(沖縄)로 개명하고 일본의 현으로 삼았다. 또한 류큐 민족의 민족성과 문화를 여러 가지 정책을 시행하여 말살시켰다. 그 중 방언찰은 류큐 지역의 언어를 말소시키기 위한 정책이었다.
일본에 점령된 류큐 지역의 학교에서는 학생이 류큐어를 사용하면 벌칙으로 목에 나무판에 끈을 묶은 방언찰을 걸어야 하였으며, 이 방언찰을 벗기 위해서는 다른 학생이 일본어 이외의 언어를 사용하는 것을 찾아내야 했다. 이러한 방언찰은 묵인 속에 1960년대까지 계속 남아 있었다.

## 같이 보기
- 언어계획